# Novomitchourinsk
Novomitchourinsk (en russe : Новомичуринск) est une ville de l'oblast de Riazan, en Russie, dans le raïon Pronski. Sa population s'élevait à 18 075 habitants en 2013.

## Géographie
Novomitchourinsk est arrosée par la rivière Pronia, à 65 km au sud de Riazan et à 237 km au sud-est de Moscou.

## Histoire
Novomitchourinsk est fondée en 1968 et reçoit le statut de ville en 1981. Elle porte le nom de l'agronome Ivan Vladimirovitch Mitchourine (1855-1935), né à proximité de la ville.

## Population
Recensements (*) ou estimations de la population
| 1979*  | 1989*  | 2002*  | 2010*  | 2012   | 2013   |
| ------ | ------ | ------ | ------ | ------ | ------ |
| 15 824 | 19 610 | 20 743 | 10 309 | 18 655 | 18 075 |

## Économie
L'économie de Novomitchourinsk repose sur la transformation des produits agricoles et la production de matériaux de construction, notamment d'éléments préfabriqués pour le bâtiment. La centrale hydroélectrique de Riazan (ОАО "Рязанская ГРЭС") se trouve à Novomitchourinsk.